# И куда мы теперь?
«И куда мы теперь?» (фр. Et maintenant, on va où?) — французско-ливанский фильм 2011 года, работа режиссёра и актрисы Надин Лабаки. Премьера фильма состоялась 16 мая 2011 года на Каннском Кинофестивале.

## Сюжет
В фильме рассказывается об изолированной от внешнего мира ливанской деревушке и её жителях, среди которых примерно равное количество христиан и мусульман. Деревня окружена минными полями, оставшимися после войны, и добраться до неё можно лишь по узкому проезду. Женщины не перестают помнить о своих погибших во время столкновений мужчинах, поэтому, когда они узнают, что страну вновь охватили межрелигиозные распри, делают всё возможное, чтобы мужчины не узнали о них и стараются устранить любой повод для вражды. Нассим, один из двух молодых парней, выезжающих из деревни за необходимыми для жителей товарами, случайно погибает от пули во время одной из таких поездок. Его мать делает всё, что в её силах, чтобы предотвратить возникновение из-за его смерти братоубийственной религиозной распри в деревне. Ей помогают и остальные женщины.
Несмотря на наличие трагической ситуации и темы гражданской религиозной войны, сюжет фильма изобилует комическими и музыкальными эпизодами.

## В ролях
- Надин Лабаки — Амаль
- Клод Баз Муссавбаа — Такла
- Лейла Хаким — Афаф
- Ивонн Маалуф — Ивонн
- Антуанетта Нуфайи — Сайдех
- Джулиан Фархат — Раби
- Али Хайдар — Рукоз

## Саундтрек
- «Yimkin Law»
- «Hashishet Albi»
- «Un Air de Liberté»
- «Machkal»

## Награды и номинации
Фильм получил следующие международные награды:
- 2011 — Премия Франсуа Шале и специальное упоминание экуменического жюри на Каннском кинофестивале, а также участие в программе «Особый взгляд»[2][3].
- 2011 — Приз зрительских симпатий на кинофестивале в Торонто.
- 2011 — Приз зрительских симпатий за лучший повествовательный фильм на Doha Tribeca Film Festival[4].
- 2011 — Приз зрительских симпатий на фестивале «Фильмы Юга» в Осло[5].
- 2011 — Приз зрительских симпатий на кинофестивале в Сан-Себастьяне[6].
- 2011 — Призы за лучший сценарий и лучшую музыку на Стокгольмском кинофестивале.